# (131762) Csonka
Pour les articles homonymes, voir Csonka.
(131762) Csonka est un astéroïde de la ceinture principale.

## Description
(131762) Csonka est un astéroïde de la ceinture principale. Il fut découvert le 11 janvier 2002 à Piszkesteto par Krisztián Sárneczky et Zsuzsanna Heiner. Il présente une orbite caractérisée par un demi-grand axe de 2,54 UA, une excentricité de 0,22 et une inclinaison de 4,6° par rapport à l'écliptique.

## Compléments